# Hebius chapaensis
Hebius chapaensis (в'єтнамський вуж) — вид змій родини полозових (Colubridae). Мешкає в Південно-Східній Азії.

## Поширення і екологія
В'єтнамські вужі мешкають на півночі В'єтнаму і Лаосу та в китайській провінції Юньнань. Вони живуть в гірських субтропічних лісах, поблизу водойм, на висоті понад 1500 м над рівнем моря.